# Edmonds (Washington)
Edmonds is een plaats (city) in de Amerikaanse staat Washington, en valt bestuurlijk gezien onder Snohomish County.

## Demografie
Bij de volkstelling in 2000 werd het aantal inwoners vastgesteld op 39.515.
In 2006 is het aantal inwoners door het United States Census Bureau geschat op 40.126, een stijging van 611 (1.5%).

## Geografie
Volgens het United States Census Bureau beslaat de plaats een oppervlakte van
25,92 km², waarvan 23,1 km² land en 2,82 km² water.

## Plaatsen in de nabije omgeving
De onderstaande figuur toont nabijgelegen plaatsen in een straal van 8 km rond Edmonds.

## Geboren in Edmonds
- Andra Day (1984), zangeres en actrice